# Hohenöllen
Hohenöllen ist eine Ortsgemeinde im Landkreis Kusel in Rheinland-Pfalz. Sie gehört der Verbandsgemeinde Lauterecken-Wolfstein an.

## Geographie
Der Ort liegt auf einem Hochplateau über dem Lautertal im Nordpfälzer Bergland. Im Nordwesten befindet sich Heinzenhausen, im Südosten Einöllen und südwestlich liegt Wolfstein. Zu Hohenöllen gehört auch der Wohnplatz Sulzhof.

## Geschichte
Hohenöllen wurde Mitte des 12. Jahrhunderts erstmals urkundlich erwähnt.

## Politik

### Bürgermeister
Hans-Jürgen Reule wurde am 6. Februar 2017 Ortsbürgermeister von Hohenöllen. Bei der Direktwahl am 26. Mai 2019 wurde er mit einem Stimmenanteil von 81,54 % für weitere fünf Jahre in seinem Amt bestätigt. Sein Vorgänger Erich Wannenmacher, der das Amt 32 Jahre ausgeübt hatte, war aus gesundheitlichen Gründen zum 30. September 2016 zurückgetreten.
Reule wurde im Juni 2024 wiedergewählt.

## Wirtschaft und Infrastruktur
Im Westen verläuft die Bundesstraße 270. In Heinzenhausen ist ein Bahnhof der Lautertalbahn.